# Allium exaltatum
Allium exaltatum — вид рослин з родини амарилісових (Amaryllidaceae); ендемік Кіпру.

## Опис
Цибулина яйцювата, 1.3–2 × 0.8–1.2 см; зовнішні покриви перетинчасті й коричневі, внутрішні — напівпрозорі. Стебло прямовисне, струнке, висотою 20–50 см, вкрите листовими піхвами на 1/3–1/2 довжини. Листків 4, голі, напівциліндричні, довжиною до 35 см і шириною 2–2.5 мм. Суцвіття півсферичне, більш-менш компактне, 15–40-квіткове, діаметром 1.3–2.8 см; квітконіжки майже рівні. Оцвітина дзвінчаста; листочки оцвітини біло-жовтуваті з домішкою коричнево-пурпурового, довгасто-еліптичні, округлі на верхівці, 5–5.5 × 2.4–2.8 мм. Тичинки завдовжки з листочки оцвітини або трохи довші; нитки прості білі; пиляки еліптичні, солом'яні. Коробочка триклапанна, субкуляста, 5.5 × 6 мм. 2n=48. 
Цвіте в липні та серпні.

## Поширення
Ендемік Кіпру. Поширений у районі гір Троодос від 1000 до 1650 м над рівнем моря, на площі менше 20 км². Зростає на скелястих гірських ділянках, розсипах, склепіннях та відкритих соснових лісах.

## Загрози й охорона
Основними загрозами є поліпшення доріг та рекреаційна діяльність.
Він занесений як вразливий (VU) до Червоної книги флори Кіпру. Усі субпопуляції трапляються в заповідних зонах.